# Jonas Armstrong
William Jonas Armstrong (* 1. Januar 1981 in Dublin, Irland) ist ein irischer Schauspieler. In Deutschland ist er durch seinen Auftritt in der BBC-Serie Robin Hood bekannt.

## Leben und Karriere
Armstrongs Eltern zogen nach Lytham St Annes, Lancashire, England, als er sechs Jahre alt war. Dort wuchs er mit einem Bruder und einer Schwester gemeinsam auf und ging zur Arnold School in Blackpool.
Armstrong studierte an der Royal Academy of Dramatic Art und machte seinen Abschluss 2003. Danach trat Armstrong im Theaterstück Quartermaine's Terms als Derek Meadle am Royal & Derngate Theatre in Northampton auf. Im März 2004 spielte er Henry Antrobus in Wir sind noch einmal davongekommen von Thornton Wilder am Young Vic Theatre in London Borough of Lambeth.
2004 stellte er in sechs Folgen der vierten Staffel der britischen Comedy-Drama-Serie Teachers auf Channel 4 Anthony Millington dar. Im Januar 2005 trat er als Richard in Rutherford & Son am Royal Exchange Theatre in Manchester auf. Ebenfalls 2005 spielte er auf Channel 4 in der Krimiserie The Ghost Squad die Rolle des Pete Maitland.
Dezember 2006 war er im zweiteiligen Krimi Losing Gemma auf Independent Television zu sehen. Seine erste große Fernsehrolle erhielt er im Oktober 2006 als Robin of Locksley in der gleichnamigen BBC-Fernsehserie. Während der Dreharbeiten zur zweiten Staffel brach sich Armstrong bei einer inszenierten Kampfszene den Mittelfußknochen. Im Comedyquiz Never Mind the Buzzcocks trat er auf BBC Comedy als Gast auf.
Im August 2008 bestätigte die BBC, dass Armstrong die Serie Robin Hood mit dem Ende der dritten Staffel, deren letzte Folge am 27. Juni 2009 auf BBC ausgestrahlt wurde, verlassen würde. Er selbst begründete dies mit dem Wunsch nach neuen Herausforderungen. Der Character von Robin Hood starb deswegen zum Staffelende, die Serie wurde darüber hinaus nicht fortgesetzt. 2008 trat Armstrong in dem Horrorfilm Clive Barker’s Book of Blood auf, der auf einer Kurzgeschichte von Clive Barker basiert.
Im Rahmen der Promotion-Tour zum Serienstart der dritten Staffel von Robin Hood gab Jonas Armstrong bekannt, dass er ab April 2009 den Film The Glasshouse (Walking with the Enemy) drehen wird. Er ist dort in der Rolle des Elek Cohen zu sehen, ein Jude der während der Nazi Invasion in Budapest als SS-Offizier das deutsche Militär unterwandert, um andere Juden zu retten und in Sicherheit zu bringen. Der Film wurde am 13. Oktober 2013 beim Hamptons International Film Festival erstmals gezeigt.
Im Januar 2009 las Jonas Armstrong auf CBeebies Gute-Nacht-Geschichten für das Programm The Bedtime Hour. Im selben Jahr spielte er in Folge 3 der dritten Staffel der BBC-Fernsehserie The Street, die am 27. Juli 2009 ausgestrahlt wurde, den TA Soldaten Private Nick Calshaw. Calshaw kehrte darin mit entstelltem Gesicht und einer Handprothese aus Afghanistan zurück, nachdem er dort von einem Selbstmordattentäter verletzt worden war.
Ein Jahr später ist Armstrong in der Folge The Secret of Chimneys der Krimi-Serie Agatha Christie’s Marple als Anthony Cade zu sehen. Cade ist ein junger Verehrer von Virginia Caterham's, der auf vermeintlich frischer Tat bei einer Leiche gefunden wird. Im selben Jahr stand Jonas Armstrong nicht nur für den Film The Rage of the Yeti (US Kabelsender SyFy) in Sofia, Bulgarien, vor der Kamera, sondern auch für den BBC-Fernsehzweiteiler Field Of Blood im schottischen Glasgow. Dort spielt er den Journalisten Terry Hewitt.
Im November 2013 bekam Armstrong einen „Stars on the Horizon“-Award für Walking with the Enemy beim Fort Lauderdale International Film Festival.

## Trivia
Armstrong gilt als das erste Kind, das 1981 in Irland zur Welt kam (Geburtszeit 0:01 Uhr).

## Filmografie (Auswahl)
- 2004: Teachers (Fernsehserie, 7 Episoden)
- 2005: The Ghost Squad (Fernsehserie, 7 Episoden)
- 2006: Losing Gemma (Fernsehfilm)
- 2006–2009: Robin Hood (Fernsehserie, 39 Episoden)
- 2009: Clive Barker’s Book of Blood (Book of Blood)
- 2009: The Street (Fernsehserie, 3 Episoden)
- 2010: Agatha Christie’s Marple (Fernsehserie, eine Episode)
- 2011: The Field of Blood (Fernsehserie, 2 Episoden)
- 2011: Rage of the Yeti – Gefährliche Schatzsuche (Rage of the Yeti, Fernsehfilm)
- 2012: Prisoners Wives (Fernsehserie, 6 Episoden)
- 2012: Hit & Miss (Fernsehserie, 6 Episoden)
- 2012: Twenty8k
- 2013: Unter Feinden – Walking with the Enemy (Walking with the Enemy)
- 2013: The Whale (Fernsehfilm)
- 2014: Edge of Tomorrow
- 2015: The Dovekeepers (Miniserie)
- 2016: Line of Duty (Fernsehserie, 3 Episoden)
- 2016: Dark Angel (Miniserie)
- 2016: Ripper Street (Fernsehserie, 12 Episoden)
- 2018: Troja – Untergang einer Stadt (Troy: Fall of a City, Miniserie)
- 2019: The Bay (Fernsehserie, 6 Episoden)
- 2022: Strike (Fernsehserie)

## Theater
- 2003 Quartermaine's Terms am Royal Theatre, Northampton
- 2004 The Skin of Our Teeth am Young Vic Theatre, London
- 2005 Rutherford & Son an der Royal Exchange, Manchester